# Fadime Turan
Fadime Turan (født 20. oktober 1973) er en dansk skuespiller, komiker, debattør og foredragsholder.
Turan er uddannet fra The William Esper Studio i 2002. Hun er desuden uddannet journalist fra Roskilde Universitet i 2013 og cand. mag. i kultur og sprogmødestudier fra Roskilde Universitet i 2014. 
Turan optræder med stand-up comedy og holder foredrag om integration. Hun er desuden en flittig debattør i pressen, især i forhold til integrationsdebatten
Turan var medlem af tænketanken CEVEA's bestyrelse, da den blev oprettet i 2008.

## Filmografi
- Pizza King (1999)
- Hold om mig (2010)

### Tv-serier
- TAXA (1997-1999)
- Toast (1999)
- Ørnen (2006)
- Livvagterne (2009)
- Borgen (2010)